# 대한민국 민법 제458조
대한민국 민법 제458조는 전채무자의 항변사유에 대한 민법 채권법 조문이다.

## 조문
제458조(전채무자의 항변사유) 인수인은 전채무자의 항변할 수 있는 사유로 채권자에게 대항할 수 있다.

第458條(前債務者의 抗辯事由) 引受人은 前債務者의 抗辯할 수 있는 事由로 債權者에게 對抗할 수 있다.

## 참고 문헌
- 오현수, 일본민법, 진원사, 2014. ISBN 9788963463452
- 오세경, 대법전, 법전출판사, 2014 ISBN 9788926210277
- 이준현 , LOGOS 민법 조문판례집, 미래가치, 2015. ISBN 9791155020869